# Angyali üdvözlet székesegyház (Gospić)
Az Angyali üdvözlet székesegyház vagy Gospići székesegyház (horvátul: Katedrala Navještenja Blažene Djevice Marije) a Gospić-Zenggi egyházmegye székhelyéül szolgáló templom a horvátországi Gospić településen.

## Története
A jelenleg is látható székesegyházat, eredetileg plébániatemplomot, 1781 és 1783 között emelték barokk klasszicizmus stílusban. 1991. szeptember 15-én, a jugoszláv háborúk során a templomot felgyújtották. A templomtető és a torony teteje teljesen leégett, a harangok elolvadtak, a belső is megsérült a tűzben. A rekonstrukció 1992-ben kezdődött és 1999-ig tartott.
2000. május 25-én „Ad christifidelium spirituali” című bullájával II. János Pál pápa megalapította a Gospić-Zenggi egyházmegyét, amelynek ez a templom lett a székhelye, megkapva a székesegyház státuszt.

## Fordítás
Ez a szócikk részben vagy egészben  a   Cathedral of the Annunciation, Gospić című angol Wikipédia-szócikk ezen változatának fordításán alapul.  Az eredeti cikk szerkesztőit annak laptörténete sorolja fel. Ez a jelzés csupán a megfogalmazás eredetét és a szerzői jogokat jelzi, nem szolgál a cikkben szereplő információk forrásmegjelöléseként.